# Oudemirdum
Oudemirdum (en frison : Aldemardum) est un village de la commune néerlandaise de De Fryske Marren, situé dans la province de Frise.

## Géographie
Le village est situé dans le sud-ouest de la commune, dans la région vallonnée du Gaasterland, sur la rive de l'IJsselmeer, à 11 km à l'ouest de Lemmer.

## Histoire
Oudemirdum est un village de la commune de Gaasterlân-Sleat avant le 1er janvier 2014, date à laquelle celle-ci fusionne avec Lemsterland et Skarsterlân pour former la nouvelle commune de De Friese Meren, devenue De Fryske Marren en 2015.

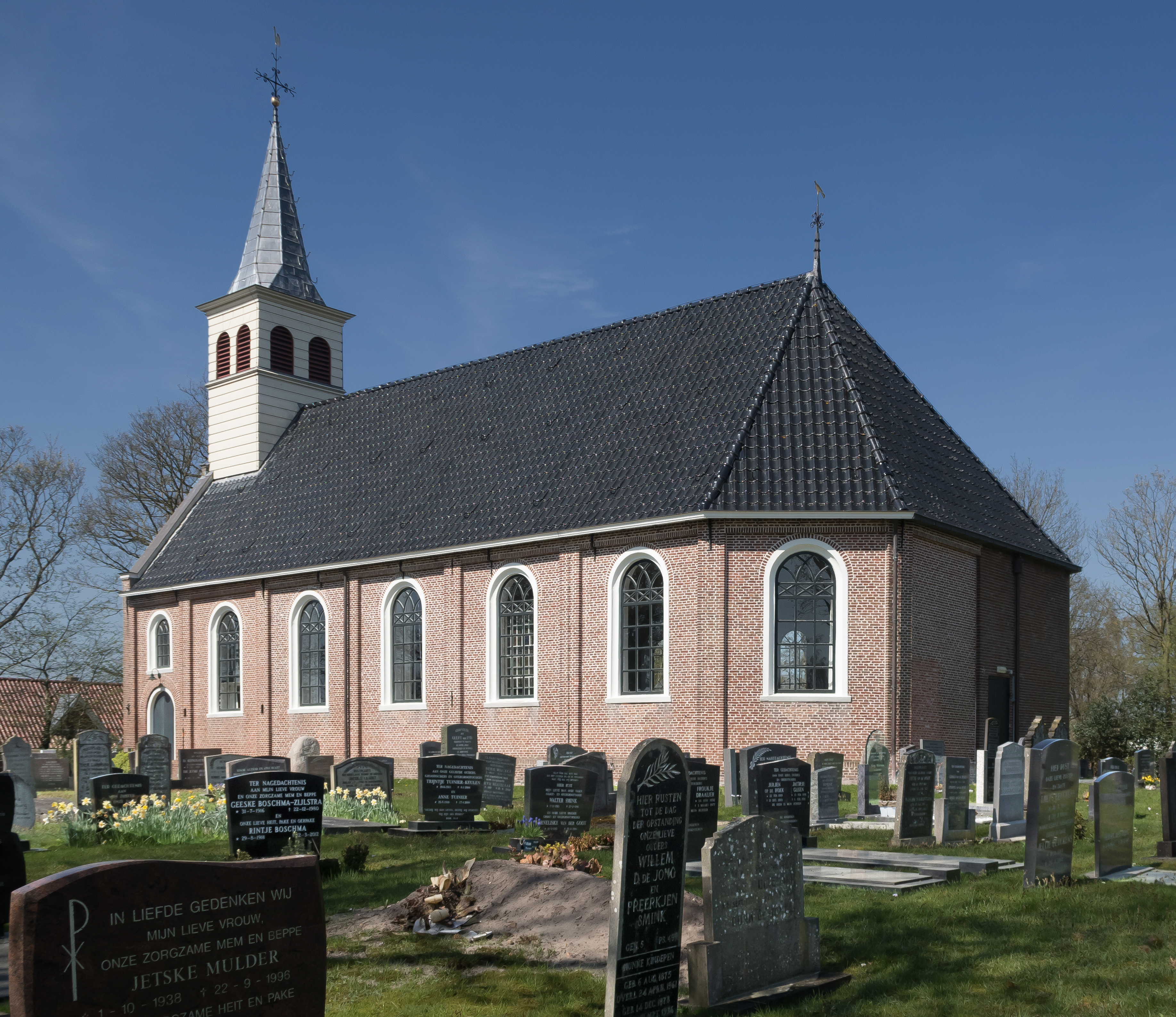
L'église protestante

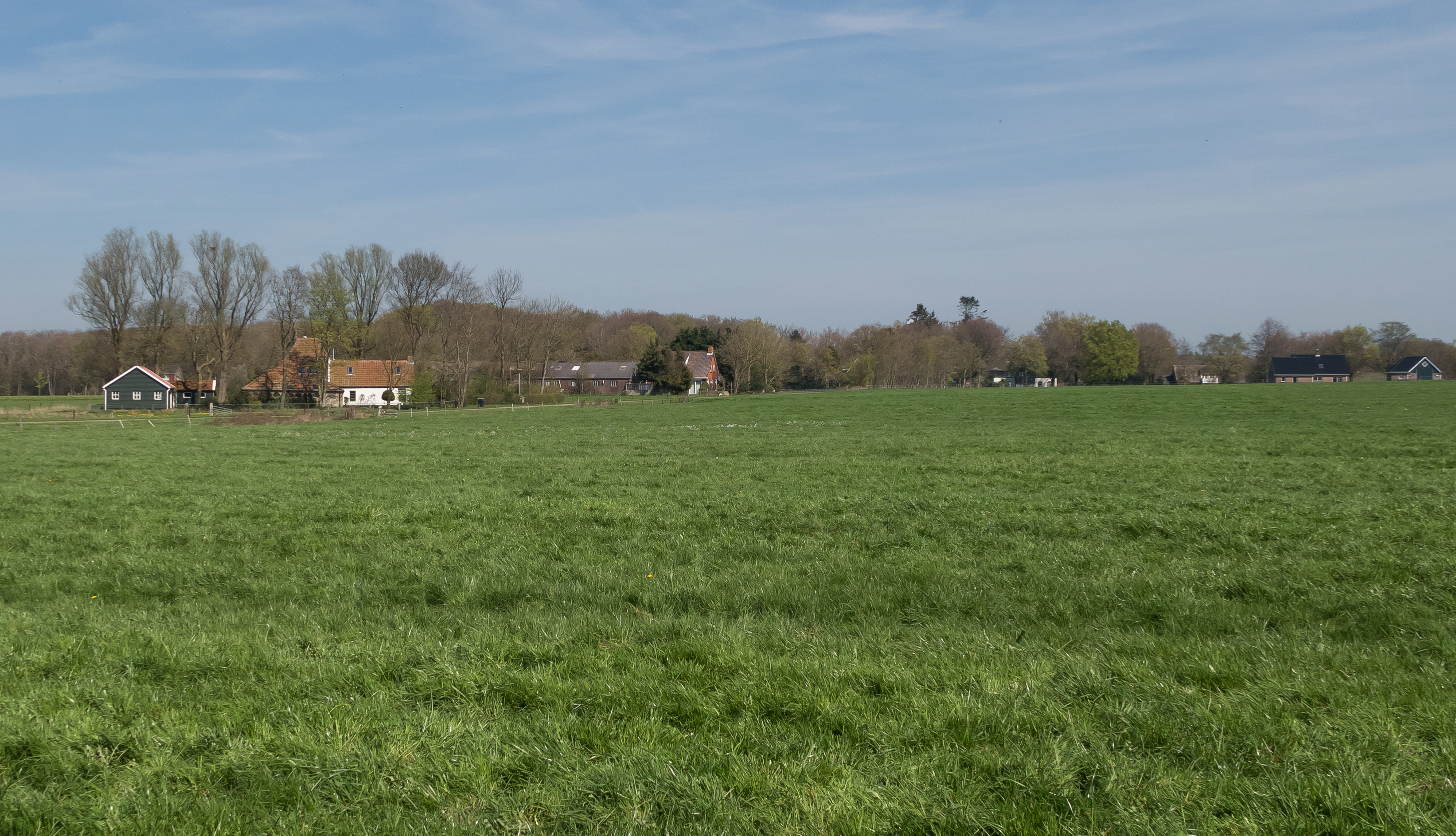
Le panorama sur les collines du Gaasterland près du village

## Démographie
Le 1er janvier 2018, le village comptait 1 340 habitants.